# Linia komórkowa Vero
Linia komórkowa Vero (w esperanto: verda reno znaczy „zielona nerka”) – linia komórkowa pochodząca z tkanki nabłonkowej pobranej z nerki kotawca zielonosiwego. 
Jest to ciągła, aneuploidalna linia komórkowa o komórkach podobnych do fibroblastów, którą można pasażować w nieskończoność w warunkach laboratoryjnych. Umożliwia produkcję szczepionek przeciw chorobom wirusowym. Wykorzystuje się ją w badaniach naukowych z mikrobiologii, biologii komórkowej i molekularnej.

## Historia

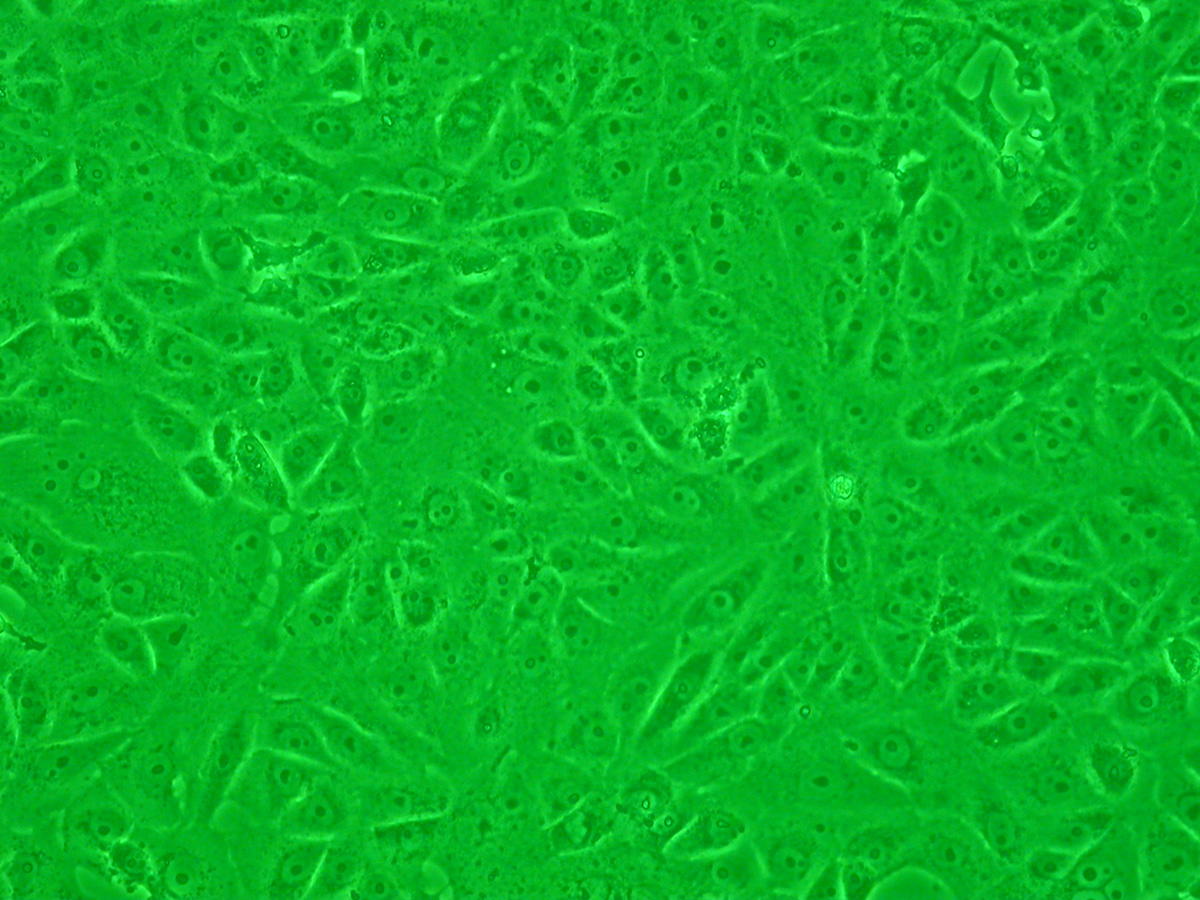
Obraz mikroskopowy komórek Vero (kontrast fazowy w zielonym świetle, powiększenie stukrotne)

Linia komórkowa Vero została wyizolowana 27 marca 1962 roku z nerki dorosłego osobnika małpy afrykańskiej Chlorocebus aethiops przez naukowców z japońskiego Uniwersytetu Chiba (Y. Yasumurę i Y. Kawakitę). 15 czerwca 1964 roku linia komórkowa jako 93. pasaż została przekazana do Laboratory of Tropical Virology, National Institute of Allergy and Infectious Diseases i National Institutes of Health przez B. Simizu. Następnie 113. pasaż komórkowy został oddany do ATCC The Global Bioresource Center, gdzie dokonano dalszych pasaży, aby uzyskać linię komórkową Vero odpowiednią do wytwarzania szczepionek. Do produkcji szczepionek wykorzystywane są komórki Vero z pasaży 130 i 140. Charakterystyki linii komórkowej Vero dokonano w Institut Mérieux (obecnie Sanofi). Od lat 80. XX wieku komórki Vero są wykorzystywane we Francji do produkcji żywej i atenuowanej szczepionki przeciwko polio oraz atenuowanej szczepionki przeciwko wściekliźnie. W 1990 roku atenuowaną szczepionkę przeciwko polio produkowaną za pomocą komórek Vero dopuszczono do obrotu na terenie Stanów Zjednoczonych w celu immunizacji noworodków i dzieci.

## Charakterystyka
Komórki Vero są nieśmiertelne: dzielą się ad infinitum w laboratorium i mogą być przechowywane w specjalnych bankach komórkowych. Pasaże użyte do produkcji szczepionek nie tworzą guzów u gryzoni poddanych immunosupresji oraz nie dają różnic w numerach serii. Ich stosowanie eliminuje możliwość zanieczyszczenia, które ma miejsce przy stosowaniu pierwotnych linii komórkowych (bez dokonywania pasaży) otrzymanych z dzikich małp żyjących na wolności (złapanych w celu wyprodukowania szczepionek), oraz nie pociąga za sobą problemów etycznych i jest rozwiązaniem korzystnym ekonomicznie. Linia Vero jest także łatwiejsza w opracowaniu technologii produkcyjnych w bioreaktorach. 

### Ryzyko związane z substratem komórkowym
Linia komórkowa Vero daje możliwość tworzenia guzów w przypadku przejścia do pasaży wyższych od tych stosowanych do produkcji szczepionek. Komórki Vero nie są normalnymi komórkami diploidalnymi, jak na przykład WI-38, MRC-5, drożdże, zarodki kurze i pierwotne komórki z nerki małpy. Dopuszczalna ilość komórkowego materiału genetycznego pozostałego w dawce szczepionki wynosi 100 pikogramów. Produkt leczniczy wyprodukowany za pomocą linii komórkowej Vero musi być wolny od wszelkich zanieczyszczeń i dodatków użytych podczas produkcji, w tym składników, które mogłyby wywołać zakażenie. Wszystkie materiały użyte do produkcji muszą zostać przetestowane, także pod kątem onkogenetycznym, ponieważ nie jest znany mechanizm odpowiedzialny za nieśmiertelność linii komórkowej Vero, w szczególności pozostałości DNA powyżej 200 bp.
W liście z 2001 roku WHO wraz z The Center for Biologics Evaluation and Research (CBER) poinformowały, że szczepionki nie mogą zawierać żadnych pozostałości w postaci całych, nieuszkodzonych  komórek Vero oraz zaleciły producentom dopasowanie technologii produkcji do tego wymogu. Także wskazano na konieczność dalszego dopasowania procesu produkcyjnego pod kątem zmniejszenia pozostałości DNA komórek Vero w szczepionkach poniżej przyjętej normy 10 nanogramów/dawkę w postaci iniekcji. Podkreślono konieczność wykonywania testów w kierunku ewentualnej karcynogenezy na linii komórkowej Vero zarówno przed, jak i po zakończeniu cyklu produkcyjnego.

## Zastosowanie
Służy jako substrat komórkowy do produkcji szczepionek przeciwwirusowych, na przykład Celvapanu A/H1N1/2009. W komórkach Vero namnaża się (replikuje) dany wirus, co trwa od 3 do 10 dni. Po uzyskaniu odpowiedniej jego ilości zbiera się ciecz znad osadu, którą następnie oczyszcza się z resztek komórek, na przykład przez sączenie lub wirowanie. 
Linia komórkowa Vero została dopuszczona do produkowania szczepionek w oparciu o profil bezpieczeństwa i brak transformacji fenotypu dla określonej liczby pasaży. Komórki Vero wymagają przytwierdzenia, czyli mogą być stosowane w procesach zachodzących na nośniku. 
Linia ta posłużyła do wytwarzania szczepionek przeciwko chorobie Heinego-Medina i ospie. Wykazuje także wrażliwość na zakażenie arbowirusami i retrowirusami, wirusami grypy, SV40, SV5, odry, różyczki, paragrypy i innymi.